# Архимандрит Тадеј (Штрбуловић)
Тадеј (световно Томислав Штрбуловић; Петровац на Млави, 19. октобар 1914 — Бачка Паланка, 13. април 2003) био је православни архимандрит и игуман Манастира Витовнице.

## Биографија
Отац Тадеј рођен је 1914. године као недоношче на вашару свети Тома у Петровцу на Млави од родитеља земљорадника. Пошто нису мислили да ће преживети позвали су свештеника да га крсти. После крштења дете је прогледало и родитељи су били срећни што ће преживети. Мајка му је преминула још када је био мали. Због тога је одрастао уз маћехе. Више пута би га у кући тако истукли да је узимао комад хлеба и бежао од куће. Као млад био је јако слаб и није могао да се бави земљорадњом. Зато су га, након што је завршио основну школу у родној Витовници, родитељи дали на кројачки занат у занатско-трговачку школу у Петровцу. По завршеном занату он се запошљава у Београду и ту остаје 6 година. Ту се и разбољева и доктори му прогнозирају још 5 година живота. Због тога је жудећи за Богом отишао код руских монаха у манастир Миљково код Свилајнца. Ту је упознао архимандрита Амвросија који је доста утицао на њега.
Замонашен је 1935. године у манастиру Горњаку 10. марта, да би 1/14. јула исте године, био рукоположен у чин јерођакона, као сабрат манастира Горњака. Упућен је одмах после монашења 1935. године у иконографску школу у манастиру Раковица. У чин јеромонаха рукоположен је 3. фебруара 1938. године у манастиру Раковица. Рукоположио га је епископ харковски Митрофан. Октобра 1938. године, јеромонах Тадеј је премештен у Пећку Патријаршију.
По избијању Другог светског рата, старац Тадеј је избегао из Пећи и поново дошао у манастир Раковицу. Априла 1947. године старац Тадеј у 34. години живота, вратио се у браничевску епархију и постао сабрат манастира Горњак. По жељи патријарха Гаврила Тадеј се поново вратио у Пећку Патријаршију 1949. године, и постао њен намесник. У чин игумана произведен је 1949. године Саборној цркви у Београду. Увођење у чин је обавио викар Његове Светости Патријарха епископ Висарион, бивши епископ банатски. Године 1955. из здравствених разлога, по други пута се вратио у браничевску епархију. У овој епархији је био привремени парох печанско-кленовачки и шапинске епархије, а затим од 1957. године старцу Тадеју подељен је канонски отпуст за манастир Хиландар. После непуна четири месеца, старац Тадеј је, вољом грчких власти, враћен из Хиландара, са Свете Горе у Србију. Ту је, привремено, био парох бистрички, затим старешина манастира Туман. Са ове дужности, по молби 1962. године премештен је за старешину манастира Витовница. На овој дужности је провео десет година, да би најзад, као парох влашкодолски, био пензионисан, а затим постављен за старешину манастира Покајница код Велике Плане, па за духовника манастира Туман, а одатле по други пут, за старешину манастира Витовница. У чин архимандрита произведен је 1989. године у манастиру Горњак пред моштима кнеза Лазара. Био је духовник патријарха српског Павла.
Архимандрит Тадеј, витовнички старац, умро је 13. априла 2003. године у Бачкој Паланци, где је живео последњих година свог живота. Сахрањен је на манастирском гробљу у Витовници, без светске буке. Суочени са учесталим канонизацијама у Римокатоличкој цркви, све више верника СПЦ поставља питање проглашења за светитеље појединих личности из српске црквене историје. На иконама са златним ореолом многи би волели да виде патријарха српског Павла, оца Тадеја Витовничког, оца Гаврила Антонијевића, схиархимандрита Стефана Светогорца и многе друге.
| „                                           | Пажљиво је читао молитве, на по некој речи осетио би да му се срце загрејало а у души се разлио мир и радост, и после би се молио с осећањем. Речи молитве је изговарао с вером да га Господ гледа и слуша. А кад би се за време молитве нешто подигло у срцу, „ухватио“ је то и задржао се на томе - „стајао“ у томе. | ” |
| — Старац Тадеј о светом Јовану Кронштатском | |   |

Без ђавола се не можемо спасти!, каже свети српски старац Тадеј Витовнички.
Старац Тадеј Витовнички међу Србима већ слови за светог Божијег човека.

## Дела
- Какве су ти мисли, такав ти је живот
- Духовне поуке српском народу
- Шта ће скоро бити

## Галерија
- Отац Тадеј
- Отац Тадеј
- Отац Тадеј
- Гроб оца Тадеја
- Надгробни споменик оца Тадеја